# شادی کمپس
شادی کمپس (به انگلیسی: Shudy Camps) یک روستا و محله مدنی در بریتانیا است که در کمبریج‌شر جنوبی واقع شده‌است. شادی کمپس ۳۳۸ نفر جمعیت دارد.